# Sarrola-Carcopino
Sarrola-Carcopino település Franciaországban, Corse-du-Sud megyében. Lakosainak száma 3250 fő (2022. január 1.). Sarrola-Carcopino Afa, Ajaccio, Appietto, Bastelicaccia, Cannelle, Cuttoli-Corticchiato, Peri, Sari-d'Orcino, Tavaco és Valle-di-Mezzana községekkel határos.

## Népesség
A település népessége az elmúlt években az alábbi módon változott:
| Lakosok száma | 534  | 812  | 1424 | 1819 | 2311 | 2588 | 3267 | 3289 | 3309 | 3250 |
|               | 1968 | 1982 | 1990 | 2006 | 2013 | 2015 | 2017 | 2019 | 2020 | 2022 |